# Annona rigida
Annona rigida är en kirimojaväxtart som beskrevs av Robert Elias Fries. Annona rigida ingår i släktet annonor, och familjen kirimojaväxter. Inga underarter finns listade i Catalogue of Life.